# Domingo de Matanza
Domingo de Matanza (fl. 1586-1625) fue un compositor y maestro de capilla español.

## Vida
Se desconoce el origen o la formación de Domingo de Matanza.
Las primeras noticias que se tienen de Matanza son de Bilbao, donde ocupó el magisterio de la Colegiata de Santiago en dos ocasiones: entre 1580 a 1590 y de nuevo entre 1595 y 1598. Tuvo problemas con el cabildo que resultaron en su expulsión del cargo en ambas ocasiones. La última expulsión fue definitiva.
Las siguientes noticias que se tienen de Matanza son de su llegada a Oviedo. Diego de Bruceña había dejado vacante el magisterio que había conseguido un año antes, para irse a la Catedral de León. La vacante fue ocupada por Matanza en 1598 y permanecería en el cargo hasta 1605.
Tras el fallecimiento del maestro Francisco de Mendoza, el magisterio de la Catedral de Lugo quedaba vacante. El cabildo publicó el 14 de mayo de 1605 se publicaron los edictos, por los que solo se interesaron Matanza y Antonio Puga, maestro de capilla de la Catedral de Orense, que no se presentó. Matanza «hiço sus actos de oposición y respondió a las preguntas que le hicieron los músicos hiço muestras y examen de su suficiencia.» Fue elegido por mayoría y le dieron «nombre y hábito de canónigo y silla alta después de los canónigos, en el choro, de donde era este canonicato, de manera que su silla y asiento sea siempre después de los canónigos y preceda a todos los racioneros.» Fue nombrado el 7 de noviembre de 1605 y se le concedió un salario de 60 ducados a cargo de la fábrica.
Entre sus obligaciones estaban:

Dar lectura de canto llano y canto de órgano, contrapunto y composición a los moços de coro, capellanes y acólitos, y personas de la iglesia, una hora todos los días de diez a once o cuando más acomodado fuese y ordenase el Cabildo, y ha de tener exercicio con los músicos en el claustro, tres días en la semana, y se ha de cantar canto de órgano todos los domingos y las fiestas de guardar, y todos los días que hubiere capas con primeras y segundas vísperas y de los doctores de la iglesia, los jueves a desencerrar y encerrar el Santísimo Sacramento, y los sábados a la misa de una, y los miércoles y viernes de Cuaresma y los días de sínodo, y saliendo el Cabildo fuera en procesión y cuando el Cabildo ordenase.

Las relaciones entre el maestro Matanza y el cabildo no fueron sencillas. El 30 de marzo de 1607 se multaba al maestro con dos reales por no ejercer a los músicos lo suficiente. Tuvo numerosos problemas por no cumplir sus funciones, siendo sancionado con descuentos del salario y multas en múltiples ocasiones. En 1616 debido a las numerosas faltas, se le hizo firmar un contrato para la enseñanza de los infantes del coro con el contralto.
Fallecería en el cargo en Lugo en agosto de 1625.

## Obra
No se conservan composiciones del maestro Matanza.